# 尹红星
尹红星（1967年3月—），男，河南长垣人，中共党员，中国人民解放军中将。
曾任陆军第54集团军162师政委。2016年，任南部战区陆军纪委副书记。2018年5月，升任陆军第71集团军政委。2021年12月，升任西藏军区政治委员。2023年3月，任中共西藏自治区党委常委。2024年7月，转任南部战区陆军政委。
2017年7月晋升少将军衔，2021年12月晋升中将军衔。